# Richard Mina
Richard Alexander Mina Caicedo (Guayaquil, Ecuador; 22 de julio de 1999) es un futbolista ecuatoriano. Juega de defensa y su equipo actual es Liga Deportiva Universitaria de la Serie A de Ecuador.

## Trayectoria

### Técnico Universitario
Se inició en el Técnico Universitario donde debuta en el año 2018 y logra una buena temporada, además fue considerado por Jorge Célico para la convocatoria de la selección sub-20.

### Aucas
En 2019 es contratado por Sociedad Deportiva Aucas llegando a consolidarse con el paso de las temporadas, siendo en 2022 una de las piezas fundamentales en la obtención del primer título nacional del equipo oriental.

### Liga Deportiva Universitaria
El 25 de noviembre de 2022 se hizo oficial su incorporación por parte de Liga Deportiva Universitaria, con un contrato por cuatro años llegó en condición de jugador libre.

## Selección nacional

### Categorías inferiores

#### Participaciones en Sudamericanos
| Campeonato                  | Sede  | Resultado | Partidos | Goles |
| --------------------------- | ----- | --------- | -------- | ----- |
| Sudamericano Sub-20 de 2019 | Chile | Campeón   | 6        | 0     |

#### Participaciones en Copas del Mundo
| Campeonato                  | Sede    | Resultado    | Partidos | Goles |
| --------------------------- | ------- | ------------ | -------- | ----- |
| Copa Mundial Sub-20 de 2019 | Polonia | Tercer lugar | 3        | 1     |

## Estadísticas

### Clubes
Actualizado al último partido disputado el 14 de agosto de 2025.
| Club                                   | Div.          | Temporada     | Liga  | Liga  | Copas nacionales | Copas nacionales | Copas internacionales | Copas internacionales | Total | Total | Total  |
| Club                                   | Div.          | Temporada     | Part. | Goles | Part.            | Goles            | Part.                 | Goles                 | Part. | Goles | Asist. |
| -------------------------------------- | ------------- | ------------- | ----- | ----- | ---------------- | ---------------- | --------------------- | --------------------- | ----- | ----- | ------ |
| Técnico Universitario · Ecuador        | 1.ª           | 2018          | 14    | 0     | —                | —                | —                     | —                     | 14    | 0     | 0      |
| Técnico Universitario · Ecuador        | Total club    | Total club    | 14    | 0     | 0                | 0                | 0                     | 0                     | 14    | 0     | 0      |
| Aucas · Ecuador                        | 1.ª           | 2019          | 9     | 0     | 3                | 0                | —                     | —                     | 12    | 0     | 1      |
| Aucas · Ecuador                        | 1.ª           | 2020          | 20    | 3     | 0                | 0                | 0                     | 0                     | 20    | 3     | 0      |
| Aucas · Ecuador                        | 1.ª           | 2021          | 24    | 2     | 0                | 0                | 5                     | 0                     | 29    | 2     | 1      |
| Aucas · Ecuador                        | 1.ª           | 2022          | 25    | 1     | 3                | 0                | —                     | —                     | 28    | 1     | 2      |
| Aucas · Ecuador                        | Total club    | Total club    | 78    | 6     | 6                | 0                | 5                     | 0                     | 89    | 6     | 4      |
| Liga Deportiva Universitaria · Ecuador | 1.ª           | 2023          | 13    | 0     | 0                | 0                | 7                     | 0                     | 20    | 0     | 0      |
| Liga Deportiva Universitaria · Ecuador | 1.ª           | 2024          | 21    | 0     | 1                | 0                | 8                     | 0                     | 30    | 0     | 0      |
| Liga Deportiva Universitaria · Ecuador | 1.ª           | 2025          | 12    | 0     | 0                | 0                | 2                     | 0                     | 14    | 0     | 0      |
| Liga Deportiva Universitaria · Ecuador | Total club    | Total club    | 46    | 0     | 1                | 0                | 17                    | 0                     | 64    | 0     | 0      |
| Total carrera                          | Total carrera | Total carrera | 138   | 5     | 7                | 0                | 22                    | 0                     | 167   | 6     | 4      |
| 1. 2.                                  |               |               |       |       |                  |                  |                       |                       |       |       |        |

## Palmarés

### Campeonatos nacionales
| Título               | Club                         | Año  |
| -------------------- | ---------------------------- | ---- |
| Serie A de Ecuador   | Aucas                        | 2022 |
| Serie A de Ecuador   | Liga Deportiva Universitaria | 2023 |
| Serie A de Ecuador   | Liga Deportiva Universitaria | 2024 |
| Supercopa de Ecuador | Liga Deportiva Universitaria | 2025 |

### Campeonatos internacionales
| Título              | Selección                    | Año  |
| ------------------- | ---------------------------- | ---- |
| Sudamericano Sub-20 | Ecuador sub-20               | 2019 |
| Copa Sudamericana   | Liga Deportiva Universitaria | 2023 |